# Awvee Storey
Awvee Storey (Chicago, Illinois; 18 de abril de 1977) es un exjugador de baloncesto estadounidense que jugó 3 temporadas en la NBA, desarrollando el resto de su carrera en otros países. Mide 1,98 metros, y jugaba de escolta.

## Trayectoria deportiva

### Universidad
Comenzó su andadura colegial en la Universidad de Illinois, siendo posteriormente traspasado a la Universidad de Arizona State. En su última temporada con los Sun Devils promedió 12,4 puntos y 9,7 rebotes por partido.

### Profesional
No fue elegido en el Draft de la NBA de 2001, y tuvo que hacerlas maletas para ir a jugar a Corea del Sur, con los Samsung Thunders. Al año siguiente jugó en la Liga Profesional de Baloncesto de Venezuela, en el equipo de los Trotamundos de Carabobo, donde promedió 18,6 puntos y 6,8 rebotes. Regresó en 2003 a Corea, para jugar con los Chongju SK, y posteriormente con los Wonju TG Sambo Xers, con los que se proclamño campeón de la liga coreana de 2005.
Ese año por fin pudo entrar en la NBA, jugando 9 partidos con los New Jersey Nets. Al año siguiente firmó con Washington Wizards, con los que en 25 partidos promedió 1,7 puntos y 0,9 rebotes por encuentro. Fue cortado, y terminó la temporada jugando en los Dakota Wizards de la NBA Development League, donde en un entrenamiento propinó un puñetazo en la cara a su compañero Martynas Andriuškevičius que le causó una fractura de cráneo, por lo que fue suspendido.
En 2007 ficha por Milwaukee Bucks, su último equipo NBA.

## Estadísticas de su carrera en la NBA

### Temporada regular
| Año     | Equipo     | PJ | PT | MPP  | %TC  | %3P  | %TL  | RPP | APP | ROB | TPP | PPP |
| ------- | ---------- | -- | -- | ---- | ---- | ---- | ---- | --- | --- | --- | --- | --- |
| 2004–05 | New Jersey | 9  | 0  | 3.6  | .300 | .500 | .500 | .6  | .1  | .0  | .0  | .9  |
| 2005–06 | Washington | 25 | 1  | 4.6  | .390 | .429 | .571 | .9  | .2  | .1  | .0  | 1.7 |
| 2007–08 | Milwaukee  | 26 | 0  | 10.0 | .438 | .000 | .483 | 2.1 | .6  | .3  | .0  | 3.5 |
| Total   |            | 60 | 1  | 6.8  | .414 | .250 | .511 | 1.4 | .4  | .2  | .0  | 2.4 |